# Nicolás I de Ohrid
Nicolás I de Ohrid (en griego: Νικόλαος Α΄ Οχρίδας; en serbio: Никола I Охридски) fue el arzobispo de Ohrid, desde 1340 hasta 1350.
En 1334, el arzobispado de Ohrid quedó bajo el dominio serbio, conservando su autonomía eclesiástica. El día de Pascua, el 16 de abril de 1346, el rey serbio Esteban Dušan convocó la asamblea estatal en Skopie, a la que asistieron el arzobispo serbio Juanicio II, el arzobispo Nicolás I de Ohrid, el patriarca búlgaro Siméon y varios líderes religiosos del Monte Athos. En esa ocasión, el arzobispado serbio de Peć fue elevado a la categoría de patriarcado. El arzobispado de Ohrid no se anexó al patriarcado serbio y mantuvo su autonomía, reconociendo sólo la antigüedad honoraria del patriarca serbio.